# Opus Dei

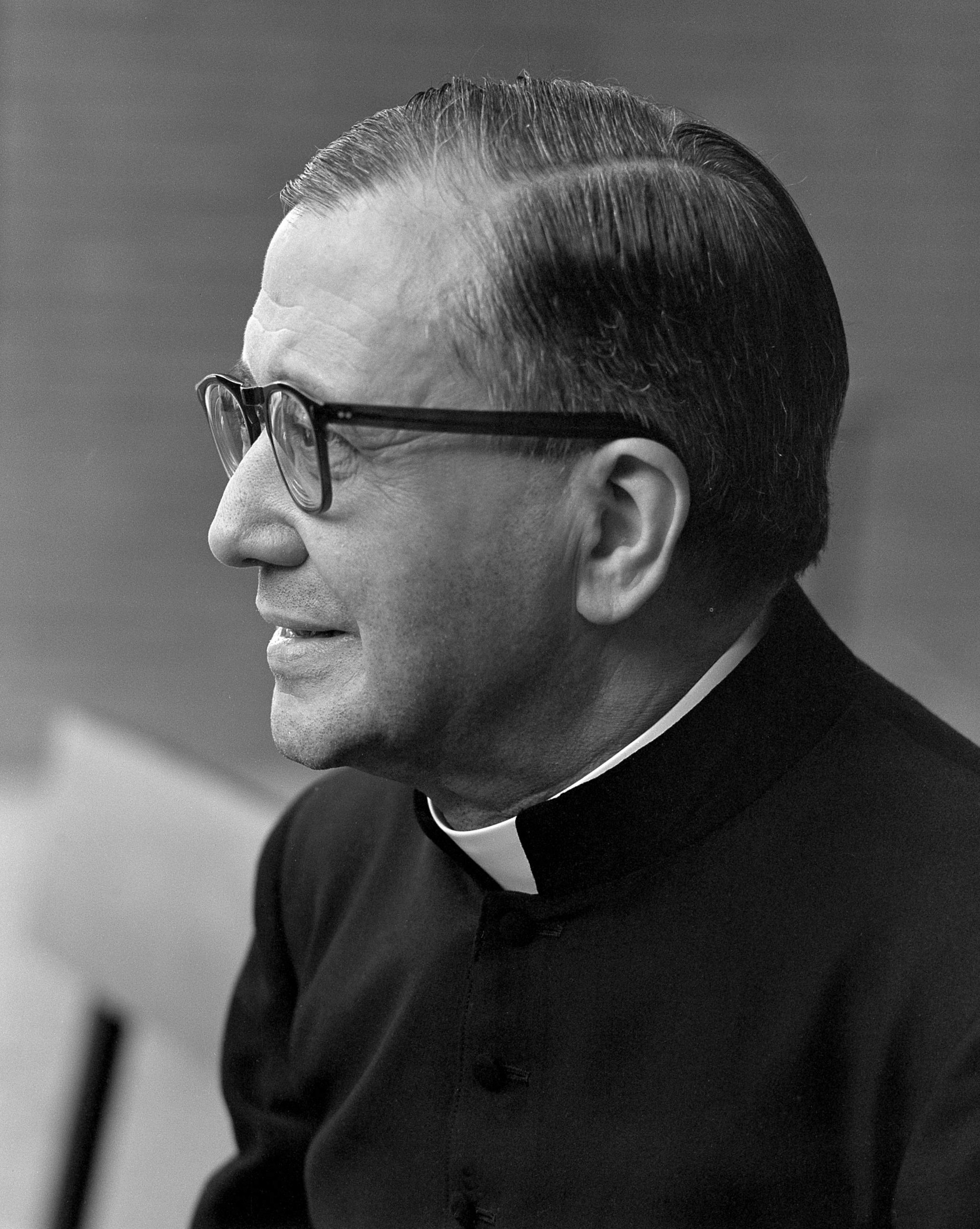
Opus Dei werd gesticht in 1928 door de heilig verklaarde Spaanse priester Jozefmaria Escrivá

Het Opus Dei (Latijn voor Werk van God) is een instelling van de Katholieke Kerk die in 1928 gesticht werd door Jozefmaria Escrivá. De officiële Latijnse naam is Praelatura Sanctae Crucis et Operis Dei, de Prelatuur van het Heilig Kruis en van het Werk van God. De organisatie is in 1982 door paus Johannes Paulus II aangewezen als personele prelatuur.
De organisatie bevordert heiligheid midden in de wereld, zowel voor leken als voor priesters. De belangrijkste boodschap van de organisatie is dat iedereen zijn werk, vrije tijd en gezinsleven kan omvormen tot momenten van ontmoeting met God. Het beroepswerk heeft volgens het Opus Dei een hoofdrol in deze dagelijkse ontmoeting met God, in navolging van Jezus Christus, die als timmerman werkzaam was. Escrivá heeft intern en naar buiten toe altijd duidelijk gemaakt dat Opus Dei geen politieke of economische doelen heeft en dat leden leden op deze gebieden volledig naar eigen inzicht handelen. Wel bevordert de organisatie daarbij de ethische richtlijnen van de Katholieke Kerk op deze gebieden.
Deze groepering is niet gevrijwaard van kritiek, onder andere door hun beslotenheid en behoudendheid.
Het Opus Dei had als eerste de juridische vorm van de pia unio (een type kerkelijke vereniging). Het werd daarna door de paus ingesteld als een seculier instituut, voordat het vanaf 1982 een prelatuur werd. In 2021 maakten ongeveer 93.000 personen deel uit van de prelatuur, waarvan 98% leken en 2.100 priesters.
Leden van het Opus Dei (Werk van God) noemen het Opus Dei ook wel het Werk.

## Doel
Doel van Opus Dei is mensen te inspireren tot heiligheid in het dagelijks leven. Het spoort hen aan om in overeenstemming met het geloof te leven en aan de evangelisatie van de maatschappij bij te dragen. Deze boodschap heeft een centrale plaats in de leer van het Tweede Vaticaans Concilie. In deze geest leven betekent de menselijke en christelijke deugden in praktijk brengen op het werk, in het gezin en in het leven van alledag. Men streeft ernaar het voorbeeld van Jezus Christus in het gewone leven te volgen.

De stichter Jozefmaria Escrivá vatte de doelstelling van het Opus Dei als volgt samen: 
Het enige doel van het Opus Dei is eraan bij te dragen dat er mannen en vrouwen van alle rassen en sociale klassen zijn die, te midden van de aardse gebeurtenissen en bezigheden, God en hun medemensen in en door hun dagelijkse arbeid willen beminnen en dienen.
Opus Dei is in 1982 door paus Johannes Paulus II ingesteld als personele prelatuur van de Katholieke Kerk, als eerste en vooralsnog enige kerkelijke organisatie. Het Opus Dei omvat ook het Priestergenootschap van het Heilig Kruis, een vereniging voor gewone priesters en diakens van de bisdommen. De ledenlijst is niet publiek.

## Leden en medewerkers

### Algemeen
De aanhangers van Opus Dei komen in de praktijk uit alle sociale lagen van de maatschappij. Het Opus Dei is betrokken bij een groot aantal sociale projecten en scholen voor praktische opleidingen. De beweging richt zich volgens de statuten echter in het bijzonder tot intellectuelen. Josemaría Escrivá, de stichter van het Opus Dei, zag de verspreiding van de christelijke boodschap onder intellectuelen als een effectieve manier om zo op termijn de hele maatschappij te bereiken met de boodschap. Critici zien dit echter als een vorm van elitisme. De priesters die de geestelijkheid van de prelatuur vormen komen voort uit de lekengelovigen van Opus Dei.
In 2021 maakten ongeveer 93.000 personen deel uit van de prelatuur, waarvan 98% leken en 2.100 priesters.Van het totaal aantal leden bestaat ongeveer de helft uit vrouwen. De spreiding over de werelddelen is ongeveer als volgt: Afrika 2%, Azië en Oceanië 6%, Amerika 34%, Europa 58%. Deze cijfers zijn afkomstig van de organisatie zelf en zijn niet onafhankelijk geverifieerd.

### Lidmaatschap
Volgens de organisatie zelf is lidmaatschap een bovennatuurlijke roeping: een persoonlijke oproep van God om te leven als christen in het midden van de wereld.
Toetreding tot Opus Dei, of opname in de prelatuur, gebeurt door middel van een verklaring van contractuele aard. De gelovigen van de prelatuur doen geen geloften en veranderen niet van positie in de maatschappij of kerk wanneer zij tot de prelatuur toetreden. Lid worden van het Opus Dei is een innerlijke keuze, iedere leek blijft een gewone gelovige van het bisdom waartoe hij of zij behoort. De aansluiting bij Opus Dei is conform de statuten van het Opus Dei een vrije keuze en men kan nadat de periode van verbintenis is afgelopen het Opus Dei weer verlaten. Wie echter een permanente verbintenis is aangegaan, kan het Opus Dei feitelijk te allen tijde verlaten, maar kerkrechtelijk gezien alleen met verlof van de prelaat.

### Verschillende types van lidmaatschap
De samenstelling van Opus Dei is als volgt: een prelaat, de eigen priesters (het presbyterium) en de leken. Zowel mannen als vrouwen kunnen lid worden.
De leden van het Opus Dei bestaan voornamelijk uit surnumerairs. De overige leden - geassocieerden en numerairs - mannen en vrouwen - die celibatair leven.

#### Surnumerair
Het grootste deel van de leden (70%) is surnumerair. Het zijn werkende, zelfstandig wonende mannen en vrouwen die een deel van hun tijd besteden aan gebed, aangevuld met deelname aan vormingsbijeenkomsten (kring) en retraites. Surnumerairs kunnen trouwen als zij dat willen, ze zijn zoals iedere katholiek geroepen om de kuisheid te beleven, ook tijdens het huwelijk. Zij worden aangemoedigd om op vrijwillige basis bij te dragen aan apostolische activiteiten, zowel die van hun parochie of andere katholieke instellingen, alsook aan initiatieven die verbonden zijn aan het Opus Dei zelf. Deze aanmoediging is in lijn met het onderricht van de Katholieke Kerk over de rol van leken in de apostolaat (vgl. Catechismus van de Katholieke Kerk, nr. 898–900) en met teksten van Josemaría Escrivá, waaronder het document The Work in the World, waarin het belang van persoonlijke vrijheid en edelmoedigheid wordt benadrukt.

#### Numerair
De numeraire leden vormen ongeveer 20% van de leden. "Numerair" is een algemene term voor mensen die onderdeel zijn van het permanente personeel van een organisatie. In het Opus Dei zijn numerairs celibataire leden die zich volledig beschikbaar stellen voor bestuurswerk en de geestelijke vormingsactiviteiten van de prelatuur. Numerairs hebben over het algemeen banen buiten het Opus Dei, hoewel sommigen zich full-time toewijden aan intern werk. Numerairs wonen gewoonlijk in Opus Dei-huizen, normale huizen met daarin ook een kapel. Ze leven daar met hun mede-numerairs in een familieverband. Net als bij religieuzen gaat zijn/haar nalatenschap naar de organisatie. Deze ledengroep wordt geacht het ongebruikte inkomen af te staan aan Opus Dei als ze buitenshuis werken. Sommige vrouwelijke numerairs, numerair-auxiliair genoemd, wijden zich aan de huishoudelijke taken in de centra. Alle leden van Opus Dei worden aangemoedigd tot kleine, dagelijkse vormen van versterving, zoals het afzien van comfort of kleine verlangens, als middel tot heiliging. Sommige celibataire leden kiezen er op persoonlijke basis voor om traditionele boetepraktijken te gebruiken. Het gebruik van dit soort verstervingsmiddelen is tegenwoordig controversieel. Toch is dit een oud-christelijke praktijk die ontstaan is in de tijd van de kerkvaders. In de meer strenge kloosterordes wordt dit ook gepraktiseerd. Deze praktijken zijn vrijwillig en maken geen verplicht onderdeel uit van de spiritualiteit van Opus Dei.

#### Priesters van Opus Dei
De categorie is een minderheid (2%). Zij komen voort uit de numerairs en geassocieerden, waarna ze een priesteropleiding volgen. Hun werk is niet gefocust op de Katholieke Kerk als geheel, maar op de leden en activiteiten van Opus Dei. Zij vallen onder gezag van de prelaat van Opus Dei en niet die van de lokale bisschop. Een gewone parochiepriester kan ook lid zijn van Opus Dei, via het Priestergenootschap van het Heilig Kruis. Dit lidmaatschap omdat het een persoonlijke keuze is, is doorgaans niet publiek, zodat parochianen niet perse op de hoogte zijn daarvan, maar als ze het willen weten kunnen de priester altijd ernaar vragen.

#### Geassocieerde
De geassocieerden leven celibatair, wonen bij hun familie of waar het vanwege hun beroep beter uitkomt.
Allen, zowel (auxiliair-) numerairs als geassocieerden, priesters en surnumerairs zijn volwaardig lid. De stichter en in zijn voetsporen de Prelaat, herinneren altijd dat het verkeerd zou zijn te denken dat het meer is om bijv. numerair te zijn dan geassocieerde.

### Medewerker
Medewerkers van Opus Dei zijn mannen en vrouwen die niet officieel lid zijn, maar zich wel aangetrokken tot de spiritualiteit of de activiteiten van het Opus Dei en zich als vriend beschouwen. Ze dragen door hun gebed, materiële bijdragen (inclusief financiële) en eventueel het eigen werk bij aan het apostolische doel van het Opus Dei. Ze kunnen katholiek zijn, maar ook niet-christenen kunnen medewerker worden. Voor hen wordt dagelijks gebeden door leden. Medewerkers kunnen met gebed, geld en of hulp bijdragen aan apostolische activiteiten.

### Enkele leden met bekendheid

#### Leken
- Marcin Romanowski, voormalig Pools minister, gezocht voor fraude. Leeft nu ondergedoken in Hongarije[25]

- Robert Hanssen, Amerikaans spion, werd veroordeeld tot levenslang voor het verkopen van staatsgeheimen aan de Russen.[26]

- Scott Hahn (1957), voormalig dominee, katholieke theoloog en auteur van verschillende boeken en universitair docent in Amerika.
- John F. Coverdale (1940), Amerikaans historicus, hoogleraar rechten aan de Seton Hall University[27]
- Gianmario Roverano (1936-2007), Italiaans bankier, vermoord in Parma[28]
- Paola Binetti, Italiaanse senator, psychiater en hoogleraar[29]
- Ruth Kelly (1968), lid Labourpartij, voormalig minister van Onderwijs en minister van Transport, Groot-Brittannië [30][31]
- Federico Trillo-Figueroa y Martínez-Conde, Spaans politicus van de Partido Popular, oud-voorzitter van de Spaanse Kamer voor volksvertegenwoordigers, gewezen minister van Defensie en huidig ambassadeur voor Spanje in het Verenigd Koninkrijk[32]
- Jorge Fernández Díaz, Spaans politicus van de Partido Popular, tussen december 2011 november 2016 minister van Binnenlandse Zaken

#### Priesters
- Álvaro del Portillo (1914-1994), Spaans civiel ingenieur, eerste opvolger van de stichter van het Opus Dei, eerste bisschop-prelaat van Opus Dei. Op 28 juni 2012 werd Alvaro del Portillo eerbiedwaardig verklaard, op 27 september 2014 zalig. Een zaligverklaring is de laatste stap die voorafgaat aan een heiligverklaring. De liturgische feestdag is 12 mei.[33]
- Javier Echevarría Rodríguez (1932-2016), Spanjaard, tweede opvolger van de stichter van het Opus Dei, bisschop-prelaat van het Opus Dei (1994-2016).
- Fernando Ocáriz (1944), Spaans natuurkundige en theoloog, priester, derde opvolger van de stichter van het Opus Dei.
- Pedro Barreto (1944), Peruviaans aartsbisschop van Huancayo en kardinaal.
- Pierre François, onderpastoor van de Sint-Jacobskerk te Antwerpen. Geestelijk raadgever van de Europascouts.[34]
- Francisco Fernandez Carvajal (1938), Spaans historicus, auteur en priester
- Julian Herranz Casado (1930), Spaans kardinaal, nam deel aan het conclaaf waarin Benedictus XVI tot paus werd gekozen na de dood van Johannes Paulus II, april 2005
- Robert Finn (1953), Amerikaans bisschop Kansas-City, lid van Knights of Columbus
- José Horacio Gomez (1951), Amerikaans aartsbisschop San Antonio, Texas
- Philippe Jourdan (1960), apostolisch administrator van Estland
- C. John McCloskey, Amerikaans, in 2019 in het nieuws omdat hij een volwassen vrouw zou hebben betast, twee anderen klaagden ook.[35][36]
- Stefaan Seminckx, Belgisch kno-arts, priester en woordvoerder Opus Dei België[37]
- Juan Luis Cipriani Thorne (1943), Peruviaans aartsbisschop van Lima en kardinaal. Beschuldigd van pedofilie[38]
- Fernando Saenz Lacalle, Salvadoraans aartsbisschop van El Salvador; hij legde de Jezuïet en bevrijdingstheoloog Jon Sobrino in maart 2007 een publicatie- en spreekverbod op.[39][40][41] Hij onderhield "hartelijke contacten" met de in 2018 Heilig verklaarde Salvadoraanse aartsbisschop Óscar Romero.[42]
- Angel Vallejo Balda, Spaans bisschop, lid van het Priestergenootschap van het Heilig Kruis[43][44]

## Spiritueel centrum
Het spiritueel centrum van de orde ligt in de Spaanse provincie Huesca (Aragon). Hoog in de Pyreneeën bevindt zich daar het bedevaartsoord Torreciudad, gewijd aan Maria, met behalve een middeleeuwse kapel ook een door Opus Dei gebouwde basiliek. Deze werd in 1975, nog net tijdens het leven van de stichter van de orde, Josemaria Escrivá, voltooid.

## Activiteiten in Nederland en België

### Nederland
In Nederland biedt Opus Dei individuele begeleiding, bezinningsavonden en retraites. In Nederland zijn er Opus Dei-huizen in Utrecht, Maastricht en Amsterdam. Het retraitecentrum 'Zonnewende' is gevestigd in Moergestel.

### België

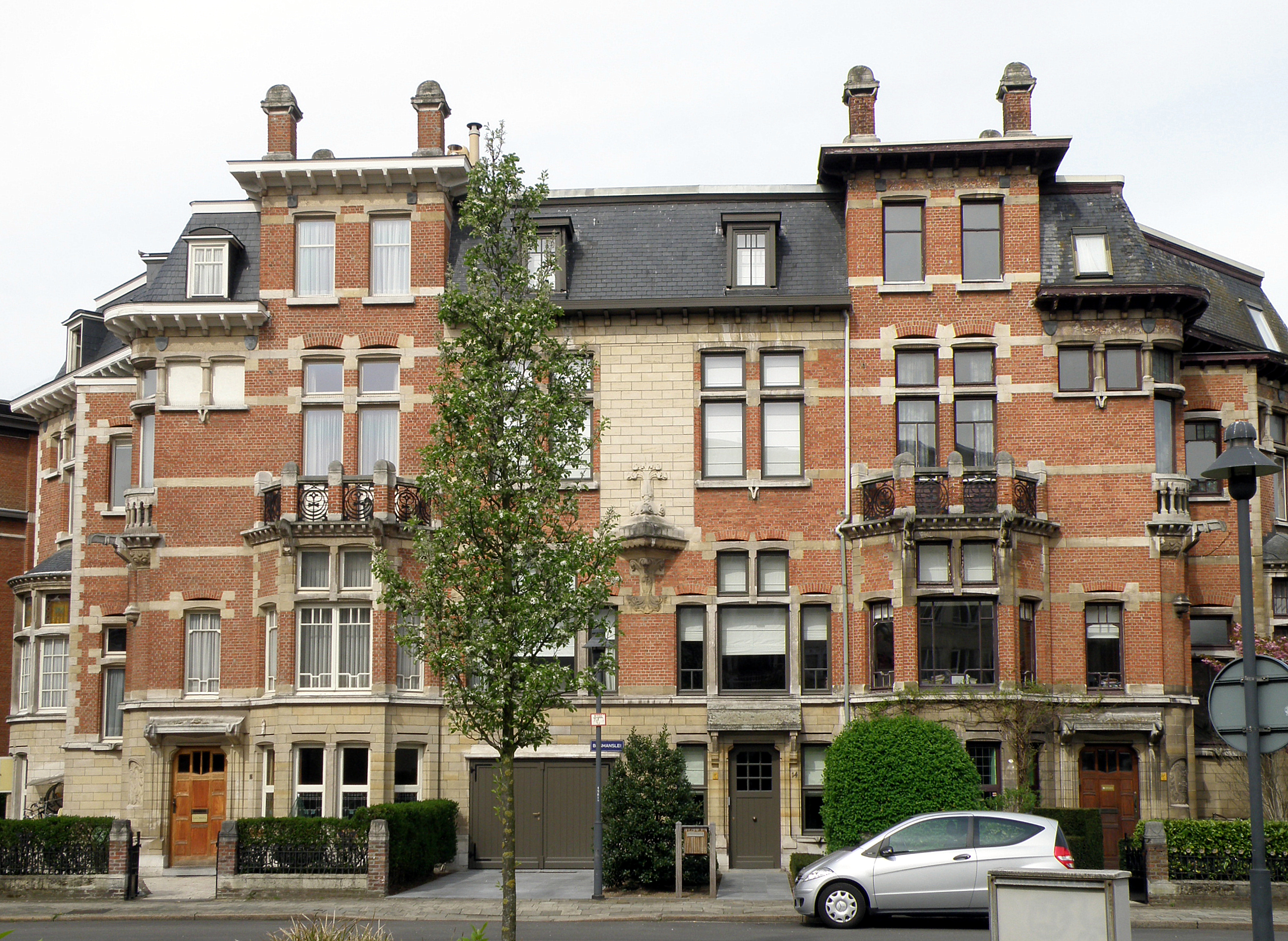
Opus Dei Antwerpen - Centrum Middelheim op de Bosmanslei 16

De hoofdzetel van Opus Dei België is gevestigd in Ukkel. Informatie wordt verstrekt via de 'Dienst voor Documentatie' (DIDOC). In Antwerpen zijn er twee centra, een voor vrouwen en een voor mannen. In Leuven zijn er twee studentenresidenties. Een was ooit ingenomen door krakers, die het de naam Villa Squattus Dei gaven. In Louvain-la-Neuve zijn er ook twee studentenresidenties voor mannelijke en vrouwelijke studenten. In Brussel is er een tweetalige privé-school (lager en middelbaar), de 'Agnes School'. In Luik is er ook een centrum.
Het Belgische parlement liet in 1997 onderzoek doen naar sekten in België. Het rapport verwijst naar een publicatie uit 1993 van Luc Nefontaine, wetenschappelijk medewerker aan de Université libre de Bruxelles, waarin hij stelt dat Opus Dei 'in zijn dagelijkse werking bepaalde kenmerken vertoont die eigen zijn aan een sekte'. Tegenover de onderzoekscommissie verklaarde hij dat de organisatie, in tegenstelling tot de Moonsekte en Jehova's getuigen, niet als gevaarlijk beschouwd hoeft te worden.

## Gender, seks en LGBTQ+
Opus Dei heeft zowel mannelijke als vrouwelijke leden. De mannelijke en vrouwelijke tak leeft volledig van elkaar gescheiden en gaat apart op retraites. Er zouden iets meer vrouwen dan mannen lid zijn.
Het Opus Dei staat achter de Rooms-Katholieke leer over het huwelijk. Dat betekent dat het doel van seksualiteit wordt gezien als uiting van liefde binnen het huwelijk. De katholieke leer wijst het zoeken naar seksueel genot buiten het huwelijk (tussen man en vrouw) af. Het Opus Dei onderschrijft dit in leerstellig materiaal dat zij ter beschikking stelt. Ook op het vlak van abortus en anticonceptie staat het Opus Dei achter de positie van de de Katholieke Kerk.
Het Australische ministerie van Onderwijs kreeg klachten over een aan Opus Dei geassocieerde school. Een homo leerling gaf te kennen dat er sprake was van pesten, hij was in brand gestoken en geëlektrocuteerd en werd gepest tijdens gym. Er heerstte dus een actief klimaat van homofobie. Dit bracht hem tot een zelfmoordpoging.
In de studentenhuizen, die alleen voor mannen zijn of alleen voor vrouwen, zijn leden van het andere geslacht over het algemeen alleen welkom in gemeenschappelijke ruitmes. In de mannelijke huizen wordt het huishouden echter wel door vrouwen verzorgd. Een priester mag zeker niet alleen zijn met een vrouw. Vrouwen moeten zich ook zedig kleden, liefst met een lange rok.
Slutshaming: op Redfield college werd maagdelijkheid (tot het huwelijk) als ideaal gepresenteerd. Ook werden ze aangemoedigd om geen slet te worden..
HPV-vaccinaties werden op deze school afgeraden - omdat dat laatste 'aanzet tot promiscu gedrag'. Volgens leerlingen zou pornografie ook 'gaten veroorzaken in het brein', wat een metaforische wijze van spreken is voor de invloed van pornografie op de activiteit en neurologische ontwikkeling van de hersenen.
Aangezien aan het hoofd van deze beweging een prelaat staat, die altijd een priester is, is de prelaat van deze beweging altijd een man, dus geen vrouw of transgender-prelaat, in tegenstelling tot de Anglicaanse Kerk.
Er is in Nederland iemand geweest met Homoseksualiteit die een suggestie kreeg om een psycholoog te bezoeken.
Door de strakke scheiding tussen mannen en vrouwen is er niet echt aandacht voor transgender-, non-binaire of intersex-mensen.

## Verbintenis
Leden wordt verwacht financieel bij te dragen aan de organisatie en actief nieuwe leden te werven.  Ze verbinden zich mee te doen aan religieuze vormingsactiviteiten op het vlak van geloofsinhoud, geestelijk leven en evangelisatie. Van de leden wordt verwacht om dagelijks de mis bij te wonen en elke week te biechten.
Verder lezen leden dagelijks de Bijbel, bidden ze de rozenkrans en doen ze persoonlijk gebed. Ze worden gestimuleerd actief aan apostolaat te doen, dat wil zeggen het zich inzetten voor het verspreiden van het katholieke geloof. Daarnaast wordt gestimuleerd dat men de boodschap van het Opus Dei verspreidt en mensen uitnodigt voor de christelijke vormingsactiviteiten die de groep aanbiedt. Ook dragen ze wat ze kunnen van hun inkomen af (voor gehuwde leden) of alles wat ze niet zelf nodig hebben (voor celibataire leden).
Leden van het Opus Dei volgen verschillende gezamenlijke vormingsactiviteiten, die moeten leiden tot een grotere toewijding aan God, de naasten en de eigen roeping. Daaronder valt de kring, een wekelijkse les over geloofsleer en geloofspraktijk. Daarnaast volgen leden jaarlijks een stilteretraite van tussen de drie en vijf dagen. Binnen het Opus Dei worden verschillende geestelijke teksten gedeeld, met name geschriften van de stichter van de organisatie en diens opvolgers. Onder die teksten bevinden zich maandelijkse ledentijdschriften, Crónica voor mannelijke leden en Noticias voor vrouwelijke leden.

## Personele prelatuur
De centrale zetel van Opus Dei is gevestigd in Rome (Viale Bruno Buozzi 73). Aan het hoofd staat een prelaat die volgens het kerkelijk recht door de paus wordt benoemd. De huidige prelaat is, sinds 23 januari 2017, Fernando Ocáriz Braña.
De Prelatuur van Opus Dei is een pastorale eenheid en maakt deel uit van de hiërarchische structuur van de Kerk. Deze bevat de leden van Opus Dei. Als een soort 'onafhankelijk bisdom' zonder externe controle. Kerkjuridisch is dit relatief nieuw.
Leden van het Opus Dei stichten en leiden soms universiteiten (onder andere in Pamplona), scholen en ziekenhuizen.

## Plaats in de Kerk
In de jaren van haar ontstaan botste de boodschap van Opus Dei - de gewone gelovigen midden in de maatschappij zijn geroepen tot heiligheid - met de verregaande klerikale mentaliteit binnen de Katholieke Kerk; het heiligheidsideaal werd gezien als een aangelegenheid voor priesters en religieuzen. Dit leidde in de jaren 1940 onder andere tot openbare verbranding van 'Camino' ('De Weg'), het bekendste boek van Escrivá. Dat de leden, in tegenstelling tot priesters en religieuzen, als gewone lekengelovigen niet te onderscheiden waren van hun medeburgers, leidde vanuit klerikale kring tevens tot beschuldigingen van geheimzinnigheid, alsof het een vorm van katholieke Vrijmetselarij betrof.
Eind jaren 1960, toen de interpretatie van het Tweede Vaticaans Concilie aanleiding gaf tot verwarring op het gebied van geloof en moraal, veranderde de kritiek op Opus Dei. De stichter Escrivá uitte in deze periode herhaaldelijk zijn loyaliteit tegenover de paus en het kerkelijke leergezag. Dit orthodoxe imago is tot op de dag van vandaag een van de kenmerken van Opus Dei.
Recent echter heeft Paus Franciscus een nieuw motu proprio uitgevaardigd 'Ad charisma tuendum'. Dit perkt bepaalde priviliges van Opus in. De prelaat kan niet ook bisschop zijn, waardoor de prelaat ook geen priesters kan wijden. De statuten zullen moeten worden aangepast.

## Kritiek
Volgens socioloog en theoloog Peter Hertel kan Opus Dei als een conservatieve Rooms-Katholieke organisatie met de karaktertrekken van een sekte worden gezien. Hertel noemt ze ‘de stoottroepen van de paus’.
In verschillende landen, zoals Spanje, Groot-Brittannië en Italië, nemen of namen leden van Opus deel aan het landsbestuur. Critici zien dit als een poging van de organisatie om (politieke) macht te verwerven. 
Oxford-professor John Roche spreekt van een 'kerk binnen een kerk', die haar leden zware psychische schade toebrengt en een stichter heeft die Adolf Hitler verheerlijkte. Volgens Amadeo de Fuenmayor, hoogleraar civiel en canoniek recht, die Escrivá persoonlijk kende zei hij echter het volgende over Adolf Hitler en het nazisme: "Alles wat racisme is, is tegen de wet van God, tegen de natuurwet", "Nazisme is een ketterij, afgezien van het feit dat het een politieke aberratie is" en "Ik heb Hitler altijd een obsessief iemand gevonden, een miserabel mens, een tiran”.
Volgens vooraanstaande ex-leden zijn de recente schandalen slechts het topje van de ijsberg.
Sommige ex-leden hebben hun stem willen uiten op Reddit en YouTube.
Opus Dei leden worden aangespoord om slechts bij Opus Dei priesters te biechten. Volgens de stichter van het Opus Dei mogen Opus Dei leden biechten bij iedere priester, maar kunnen Opus Dei priesters beter advies geven over het volgen van de specifieke spiritualiteit van het Opus Dei.
Volgens journalist John Allen krijgen leden van het Opus Dei onder andere geestelijke leiding van lekenleiders binnen de organisatie. In Scientology bestaat iets dat auditing heet, waar intieme informatie wordt besproken. Volgens sommigen kunnen scientology leden zo worden gechanteerd.

### Ledenwerving
In het Opus Dei wordt een nadruk gelegd op het doen van apostolaat, het verspreiden van het geloof, en op het uitnodigen deel te nemen aan activiteiten van het Opus Dei en eventueel lid te worden. Dit leidt tot kritiek. Hoe meer ze succesvol nieuwe leden aandragen, hoe hoger hun aanzien, zeggen sommige ex-leden. Opus Dei leden verdedigen hun streven om nieuwe mensen aan het katholieke geloof en aan het Opus Dei te verbinden. Ze vergelijken het met Jezus, die leerlingen om zich heen verzamelde omdat ze zich aangetrokken voelden tot zijn persoon. Ze benadrukken dat ze geen dwang gebruiken in het aantrekken van nieuwe leden.
Ook het verspreiden van de Opus Dei-boodschap onder minderjarigen wordt bekritiseerd. Het is volgens de statuten van het Opus Dei pas mogelijk om lid te worden vanaf de leeftijd van 18 jaar. Het is echter mogelijk om al anderhalf jaar daarvoor om toelating tot het Opus Dei te verzoeken, als het beoogd lid nog minderjarig is. Ook is het mogelijk dat kinderen vanaf de leeftijd van veertien en een half jaar al streven te leven volgens de geest van het Opus Dei, met het oogmerk om later lid te worden. Het Opus Dei heeft de interne regel dat minderjarigen slechts met de toestemming van hun ouders mogen verzoeken om lidmaatschap of daarnaar mogen streven.. De praktijk dat minderjarigen al betrokken kunnen worden bij het Opus Dei heeft geleid tot controverse. Er wordt soms verweten dat gebruik wordt gemaakt van technieken zoals love bombing, gaslighting en misleiding (heilige misleiding). Emotioneel kwetsbare kinderen zouden speciaal worden uitgezocht.
In Chili is pleegde een studente zelfmoord, ze zat op een school dat een coöperatief werk van het Opus Dei is, en volgde een ergotherapie opleiding. Volgens haar moeder was dit te wijten aan emotioneel misbruik tijdens haar stage (bv. 11 urige werkdagen).

### Verboden boeken
Opus Dei hanteert een lijst van verboden boeken. Leden mogen niet zonder toestemming lezen wat ze willen. Het bezoek van een bioscoop wordt ook niet gedaan.

### Mensenhandel en moderne slavernij
Een groep assistent-numerairs uit Zuid-Amerika heeft klacht ingediend bij het Vaticaan en de lokale overheid voor mensenhandel, uitbuiting en manipulatie. Jarenlang kregen ze geen loon uitbetaald en moesten ze lange dagen maken. Ook werden ze met valse voorwendselen lid als minderjarigen en geïsoleerd van hun families.
In Engeland drong kardinaal Hume aan op strikte richtlijnen voor Opus Dei in de omgang met minderjarigen, na meerdere klachten over psychologische druk en geheimhouding.
In Frankrijk kreeg Opus Dei hiervoor al een criminele veroordeling.
Ook in Ierland loopt een dergelijke rechtszaak na klacht van ex-leden. Ook bij het Vaticaan zelf is klacht ingediend.

### Heiligverklaring van de stichter
Het heiligverklaringsproces van Escrivá viel op door de snelheid en zijn controverse. Op 6 oktober 2002, zevenentwintig jaar na zijn dood, werd hij door paus Johannes Paulus II heilig verklaard.
Critici zeggen echter dat de snelle heiligverklaring is 'gekocht' door financiële steun aan de bank van het Vaticaan, voor 250 miljoen dollar.

### Politiek en financiën
Het geestelijke doel van Opus wordt in twijfel getrokken, omdat de leden de roeping om het leven te heiligen in de wereld verwezenlijken. De instelling zou haar leden stimuleren politieke en financiële macht na te streven om haar invloed te vergroten. De instelling wordt door de theoloog en journalist Peter Hertel "Santa Mafia" genoemd.
Walter Pauli en Stef Wauters schreven dat de instelling verlangt naar de tijd vóór de Franse Revolutie, toen de scheiding tussen Kerk en Staat minder was. Europa moet terug naar de christenheid, die denkbeeldige samenleving, die nooit bestaan heeft, maar een maatschappelijk ideaal was van sommigen in de middeleeuwen.
Het verwijt van machtshonger en het politieke optreden van Opus-Dei leden was duidelijk zichtbaar tijdens het Franco-regime. Zo waren acht ministers onder Franco lid van Opus. Binnen de organisatie waren tevens leden die zich actief verzetten tegen Franco, waarvan de bekendste hoogleraar en politicus Antonio Fontán Perez. De organisatie zelf benadrukte telkens dat het, als exclusief geestelijke instelling, steeds gehandeld heeft conform zijn.
Opus Dei was ook actief in het regime van Augusto Pinochet.
Opus Dei wordt ook in verband gebracht met de juristen achter Donald Trump. Er wordt gewaarschuwd voor hun steun aan het vestigen van een extreem-rechtse theocratie.
De leider van Project 2025 heeft zeer nauwe banden met Opus Dei. Dit project wil ook de verkoop van anticonceptie verbieden.
Kritische stemmen werden eens afgedreigd, onbekend is hoe, door een ex-leerling van een school. Het gaat om de Australische journaliste Louise Milligan van ABC News, ze kreeg na een kritische reportage over Redfield College naar eigen zeggen een bedreiging van een net afgestudeerde leerling, deze bedreiging is niet openbaar gemaakt.
Begin jaren negentig stonden velen op de KU Leuven het studentenblad Veto bereidwillig te woord, maar één professor was bang voor wraak om een mening te geven over Opus Dei.

### Claims van ontvoering van kinderen voor illegale adopties en betrokkenheid van Opus Dei
Er zijn geruchten dat Opus Dei tussen 1950 en 1980 actief was bij de (vermeende) zaak van de 'Verloren Kinderen van Franco'. Kinderen zouden zijn weggehaald bij hun ouders die tegen het regime van Franco waren en afgestaan voor illegale adopties, voor kinderloze koppels die het regime wel ondersteunden. "Het zou kunnen dat het aantal illegaal geadopteerde kinderen ongeveer 300 000 is". Later DNA-onderzoek bij 81 vermeende gevallen van gestolen kinderen bevestigde echter dat hun DNA overeenkwam met dat van hun ouders, waardoor werd vastgesteld dat ze niet waren gestolen. Het hooggerechtshof van Spanje achtte de eerste zaak van gestolen baby's niet bewezen, en de officier van justitie van Baskenland zei dat er “zelfs geen redelijk bewijs” van een ontvoering van baby's was gevonden na speciaal onderzoek van de politie.